# Сімон Петтерссон
Сімон Петтерссон (швед. Simon Pettersson; нар. 3 січня 1994) — шведський легкоатлет, який спеціалізується в метанні диска.

## Спортивні досягнення
Срібний олімпійський призер у метанні диска (2021).
Фіналіст у метанні диска на чемпіонатах світу (9-е місце у 2019 та 11-е місце у 2017).
Фіналіст (4-е місце) у метанні диска на чемпіонаті Європи (2018).
Фіналіст (5-е місце) у метанні диска на чемпіонаті Європи серед молоді (2015).
Переможець Кубка Європи у метанні диска серед молоді (2016). Срібний призер аналогічних змагань у дорослій категорії (2018).

## Основні міжнародні виступи
| Рік  | Змагання                       | Місто   | Місце | Дисципліна         | Примітки |
| ---- | ------------------------------ | ------- | ----- | ------------------ | -------- |
| 2013 | Чемпіонат Європи серед юніорів | Рієті   | 2кв10 | метання диска      |          |
| 2015 | Кубок Європи з метань          | Лейрія  |       | штовхання ядра U23 |          |
| 2015 | метання диска U23              |         |       |                    |          |
| 2015 | Чемпіонат Європи серед молоді  | Таллінн |       | метання диска      |          |
| 2016 | Кубок Європи з метань          | Арад    | 1     | метання диска U23  |          |
| 2017 | Чемпіонат світу                | Лондон  |       | метання диска      |          |
| 2018 | Кубок Європи з метань          | Лейрія  | 2     | метання диска      |          |
| 2018 | Чемпіонат Європи               | Берлін  |       | метання диска      |          |
| 2019 | Чемпіонат світу                | Доха    |       | метання диска      |          |
| 2021 | Олімпійські ігри               | Токіо   | 2     | метання диска      |          |